# Heterocampa pulverea
Heterocampa pulverea är en fjärilsart som beskrevs av Augustus Radcliffe Grote och Robinson 1867. Heterocampa pulverea ingår i släktet Heterocampa och familjen tandspinnare. Inga underarter finns listade i Catalogue of Life.